# Detektor.fm
detektor.fm (eigener Claim: Das Podcast-Radio) ist ein deutschsprachiger Internet-Hörfunksender und ein Podcastlabel mit Sitz in Leipzig.

## Geschichte
Nach Anmeldung bei der Sächsischen Landesmedienanstalt (SLM) hat detektor.fm am 4. Dezember 2009 unter dem Slogan „Zurück zum Thema“ mit dem Sendebetrieb und eigenen Podcasts begonnen. Programmveranstalter ist die durch die Gründer geführte BEBE Medien GmbH.
Seit 31. Januar 2018 wird der Sender über DAB+ in einem Small-Scale-Versuchsbetrieb der SLM erstmals terrestrisch in Leipzig auf Kanal 6C und Freiberg auf Kanal 10D übertragen.

## Programm
Der Sender verbreitet nach eigener Darstellung eine Mischung aus hintergründigem Journalismus und alternativer Popmusik. Die Beiträge sind mit durchschnittlich 5 bis 10 Minuten deutlich länger als bei anderen Stationen. Die Schwerpunktressorts sind Politik, Kultur, Wirtschaft, Wissen, Gesellschaft, Digital und Musik.
Hauptbestandteil des Sendeschemas sind die tägliche Live-Sendung Der Tag zwischen 15 und 19 Uhr sowie das Frühmagazin Am Vormittag zwischen 8 und 12 Uhr. Abends und an den Wochenenden laufen Spezialformate, Hörspiele, Podcasts und Musikmagazine.
Seit dem zehnten Geburtstag bezeichnet sich der Sender als Podcast-Radio. Mit täglichen Podcasts wie dem hintergründigen Format „Zurück zum Thema“ oder dem täglichen Serienpodcast „Was läuft heute?“ ist detektor.fm bei Spotify in der Podcast-Playlist „Daily Drive“ vertreten. Durch weitere populäre Formate wie „brand eins Podcast“, „Spektrum der Wissenschaft“, dem Fahrradpodcast „Antritt“ oder dem „Forschungsquartett“ gehört detektor.fm heute zu den wichtigsten unabhängigen Podcastanbietern in Deutschland. Das Podcast-Angebot besteht seit Sendebeginn und ist über die Jahre weiter ausgebaut worden. Mittlerweile gibt es Podcasts zu diversen Themen, beispielsweise der Gartenpodcast „Gartenradio“, der Musikpodcast „Tracks & Traces“, der Klimapodcast „Mission Energiewende“, der Poetry-Slam-Podcast „RadioPoeten“ oder der Food-Podcast „Feinkost“.

## Kooperationen
detektor.fm ist Audio- und Podcast-Partner verschiedener Medien und Organisationen in Deutschland, so unter anderem
- der Süddeutschen Zeitung, für die der Sender seit April 2010 das renommierte „Streiflicht“ für die Digitalausgaben vertont[15]
- des Spiegels, für den Sprecherinnen und Sprecher seit Februar 2020 morgens und seit August 2021 nachmittags[16] den Newsletter „Die Lage“ vertonen[17]
- der Redaktionen von Tagesspiegel, Politico Europe, heise.de, Wirtschaftswoche, und Monopol[18]
- der Redaktion von t-online.de, für die die Macher seit Februar 2018 den „Tagesanbruch“[19] vertonen
- der Kurationsplattform piqd.de[20]
- sowie großer Forschungseinrichtungen wie der Max-Planck-Gesellschaft[21], der Fraunhofer-Gesellschaft dem Umweltforschungszentrum oder dem GWZO.

## Die Redaktion

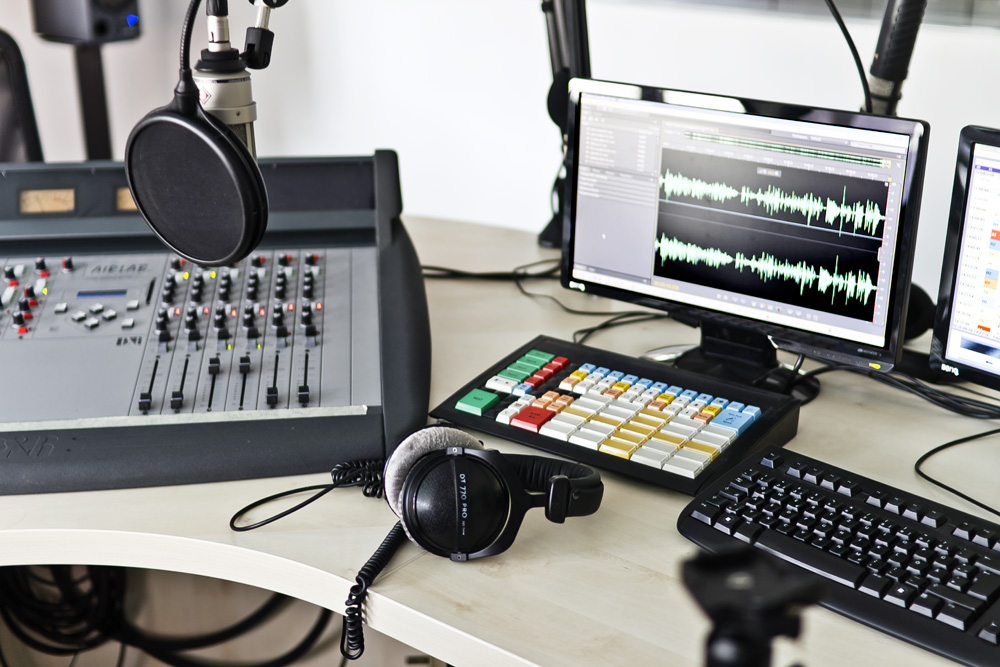
Mischpult im Studio von detektor.fm (2010)

Das Kernteam besteht aus 10 Mitarbeitern, sie werden unterstützt durch ein erweitertes Umfeld aus Hörfunkjournalisten und Redakteuren, bestehend aus ca. 40 Personen, welche unregelmäßig für das Projekt arbeiten. Diese Mitarbeiter arbeiten haupt- oder nebenberuflich für verschiedene ARD-Anstalten und andere nationale Medien. Die Sendeverantwortung trägt ein nach Schichtplan rotierender Chef vom Dienst.
Der Bereich Marketing und Werbeverkauf ist personell und organisatorisch vom Bereich Redaktion getrennt. Vermarktet wird detektor.fm durch den Radiovermarkter der ARD AS&S Radio.
Die Redaktion arbeitet auf Grundlage eines Redaktionskodex, der sich am Deutschen Pressekodex, den BBC Guidelines und dem Reuters Handbook of Journalism orientiert. Es dominieren Audioangebote auf der Webseite, welche unbegrenzt zum Abruf und Download bereitstehen.

## Auszeichnungen
detektor.fm hat bis heute mehrere renommierte journalistische Auszeichnungen erhalten. Dazu gehören zweimal der Deutsche Radiopreis (2012 und 2021), der Ernst-Schneider-Preis (2017) für Wirtschaftspublizistik und vier Nominierungen für den Grimme Online Award (2011, 2013, 2017, 2020).
Im Jahr 2010 wurde der Sender nach 6 Monaten Sendebetrieb mit dem 1. Platz beim bundesweiten NEG Website Award des Bundeswirtschaftsministeriums ausgezeichnet und konnte sich gegen 2400 Einreichungen durchsetzen. Aus der Begründung der Jury: „Diese Kombination aus ‚handverlesener‘ Musik und Information kommt in der Gestaltung der Website sehr gut zum Ausdruck. (…) Die zielgruppenorientierte und überlegte Konzeption der Website sowie die professionelle Umsetzung sind in jeder Hinsicht beispielhaft für die Branche.“
2011 war die Website des Senders neben weiteren 24 für den Grimme Online Award in der Kategorie Information nominiert.
Im gleichen Jahr wurde detektor.fm vom Medium Magazin auf Platz 9 der besten Redaktionen des Jahres 2011 gewählt.
2012 übergab Robbie Williams mit dem „Deutschen Radiopreis“ die bisher renommierteste Auszeichnung für das Programm an die Macher. 2017 ist der „brand eins Podcast“, eine Kooperation mit dem Wirtschaftsmagazin brand eins, mit dem Ernst-Schneider-Preis ausgezeichnet worden. 2021 hat die Jury des Grimme Instituts dem täglichen Podcast „Zurück zum Thema“ den Deutschen Radiopreis als „Bester Podcast“ verliehen.
- 1. Platz beim bundesweiten NEG Website Award 2010
- Website Award Sachsen 2010 (Gold)[32][33]
- Preisträger im Wettbewerb Kultur- und Kreativpiloten Deutschland (2010)[34]
- futureSAX in der Kategorie Service der Phase II des sächsischen Businessplan-Wettbewerbs (2011)[35]
- Nominierung Grimme Online Award 2011[36]
- On.Line Medienpreis 2012 (2. Platz)[37]
- Deutscher Radiopreis 2012 in der Kategorie Beste Innovation[38]
- European Podcast Award 2012 in der Kategorie „Professional“[39]
- Nominierung Grimme Online Award 2013[40]
- Nominierung Grimme Online Award 2017[41]
- Ernst-Schneider-Preis 2017 in der Kategorie „Hörfunk, Große Wirtschaftssendung“[42]
- Nominierung Grimme Online Award 2020[43] für den Musikpodcast „Tracks & Traces“[44]
- Nominierung Deutscher Radiopreis 2020 in der Kategorie „Bester Podcast“[45] für den Musikpodcast „Tracks & Traces“[46]
- Deutscher Radiopreis 2021 in der Kategorie „Bester Podcast“[47] für den täglichen Hintergrundpodcast „Zurück zum Thema“[48]